# Ceny Anděl 2022
Ceny Anděl Coca-Cola 2022 je 32. ročník cen Akademie populární hudby Anděl. Slavnostní ceremoniál vyhlášení cen se uskutečnil v sobotu 15. dubna 2023 v prostorách pražského Výstaviště a ceremoniál moderoval Kryštof Bartoš. V přímém přenosu jej odvysílala Česká televize na programu ČT1. 
Nejvíce nominací (4) získal Miro Žbirka.

## Ceny a nominace

### Hlavní ceny

#### Album roku
- Miro Žbirka – Posledné veci
- 7krát3 – II
- Vypsaná Fixa – Kusy radosti

#### Skladba roku
- Miro Žbirka – Nejsi sám (feat. David Žbirka)
- Ewa Farna – Verze 02
- Mirai – Vedle tebe usínám

#### Skupina roku
- Vypsaná Fixa – Kusy radosti
- Prago Union – Příduhned
- Vltava – Spass muss immer sein

#### Zpěvák roku
- Miro Žbirka – Posledné veci
- 7krát3 – II
- Dan Bárta – Jedním dechem

#### Zpěvačka roku
- Lenny – Heartbreak Culture
- Pam Rabbit – Mom, I‘m Lost
- Radůza – Nebe je odemčené

#### Objev roku
- Calin – Popstar
- Pam Rabbit – Mom, I‘m Lost
- Rozálie – Korzetiér

#### Videoklip roku
- Lazer Viking – Yr Body, režie Ondřej Kudyn
- 7krát3 – Vojín Ryan, režie Veronika Jelšíková
- Tata Bojs – Holka z plakátu, režie Marek Jankovský, Jordan Haj, Emma Smetana

### Alternativa a elektronika
- Kalle – Under the Black Moss
- Tamara – Anderson
- Anna Vaverková – Roztomilá Holka

### Folk
- Robert Křesťan & Druhá tráva – Díl druhý
- Vladimír Javorský – Noční obraz
- My3.avi – Realita sen

### Jazz
- Štěpánka Balcarová – Štěstí
- Jaromír Honzák – Twenties
- Vertigo – Nic

### Klasika
- SOČR, Marko Ivanović – Miloslav Kabeláč: Mysterium času
- Hana Blažíková, Collegium Marianum – Michna: Česká mariánská muzika – Lilium mezi trním
- Pavel Haas Quartet, Boris Giltburg, Pavel Nikl – Johannes Brahms: Kvintety op. 34 & 111

### Rap
- 58G – City Park
- Rest & DJ Wich – Tlak
- Robin Zoot – Make Sudety Great Again

### Rock
- Insania – GRRRotesky
- The Atavists – Prettier Than You
- Vypsaná Fixa – Kusy radosti

### Slovenské album roku
- Miro Žbirka – Posledné veci
- Korben Dallas – Deti rýb
- Richard Müller – Čierna labuť, biela vrana

### Síň slávy
- Zdeněk Svěrák